# Maroon Town
Maroon Town är en ort i Jamaica.   Den ligger i parishen Parish of Saint James, i den västra delen av landet, 110 km väster om huvudstaden Kingston. Maroon Town ligger 441 meter över havet och antalet invånare är 3 085. Den ligger på ön Jamaica.
Terrängen runt Maroon Town är kuperad åt nordväst, men åt sydost är den platt. Runt Maroon Town är det ganska tätbefolkat, med 104 invånare per kvadratkilometer. Närmaste större samhälle är Montego Bay, 19,1 km nordväst om Maroon Town. I omgivningarna runt Maroon Town växer i huvudsak städsegrön lövskog.